# Lonchocarpus costaricensis
Lonchocarpus costaricensis är en ärtväxtart som först beskrevs av John Donnell Smith, och fick sitt nu gällande namn av Henri François Pittier. Lonchocarpus costaricensis ingår i släktet Lonchocarpus och familjen ärtväxter. Inga underarter finns listade i Catalogue of Life.